# Xutador d'allunyament

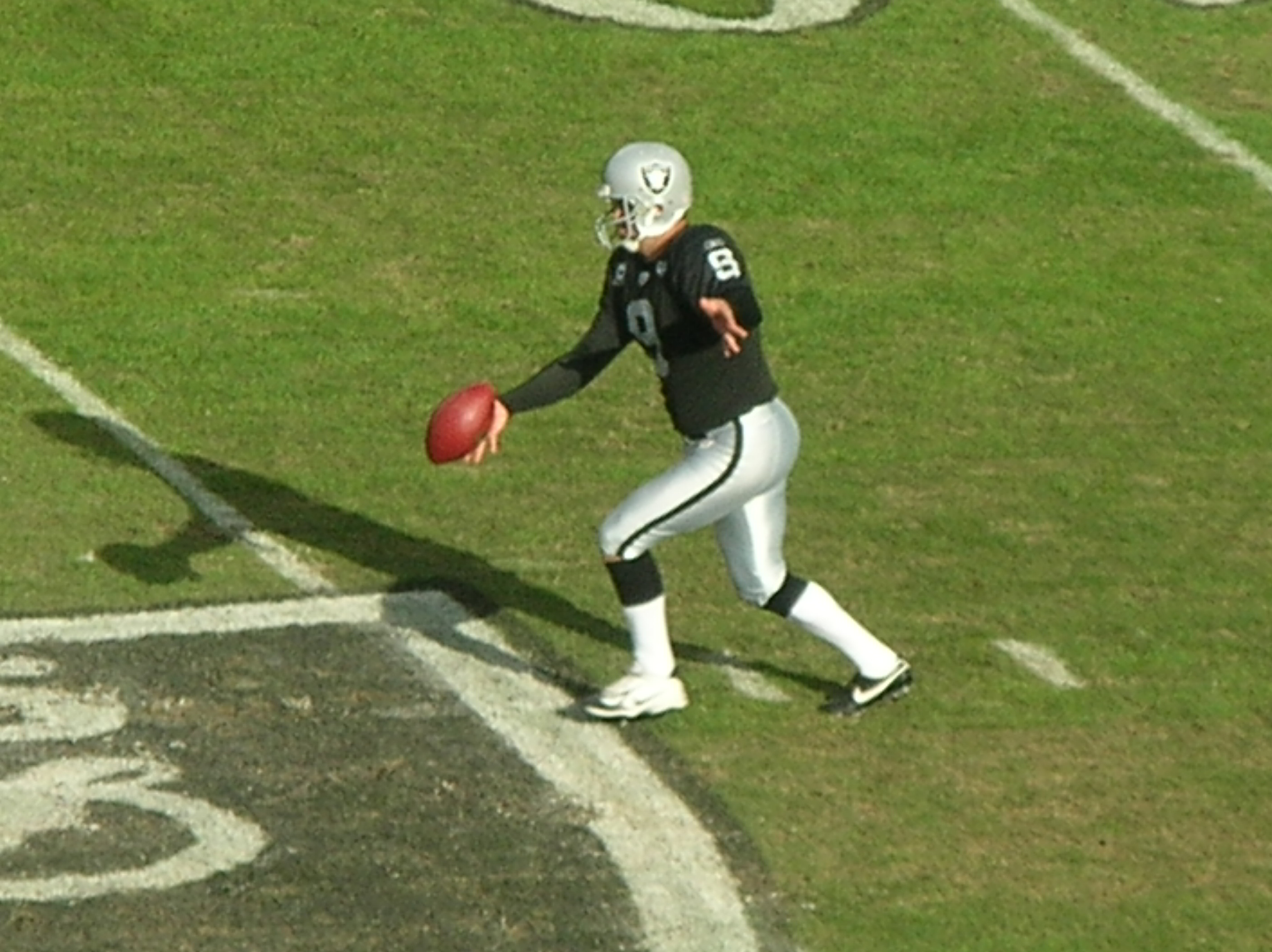
El xutador d'allunyament Shane Lechler ha punt de xutar.

El xutador d'allunyament, en anglès punter (P), és un tipus de jugador especial de futbol americà, encarregat de fer els xut d'allunyament.
A l'inici de la jugada es situa a unes 15 iardes per darrere de la línia de scrimmage, desprès rebrà l'esnap directament de l'esnàper llarg i xutarà la pilota, buscant maximitzar l'avantatge pel seu equip.
Normalment entren en acció al quart intent, quan l'equip ofensiu no ha aconseguit avançar les iardes suficients per assolir un primer intent o provar de fer un xut a pals. Encara que no és habitual, el xutador d'allunyament pot fer una jugada d'engany i córrer amb la pilota o passar-la en lloc de xutar.
De vegades s'intercanvien les funciones amb el xutador, i també amb el col·locador. Als equips profesionals (NFL), existeixen totes aquestes posicions, però en categories inferiors no és inusual que un parell de persones s'encarreguin de tot.